# Эферот, Гуго
Гуго Эферот (правильнее Эфферот, нем. Hugo Efferoth; 25 сентября 1889, Кёльн, Пруссия — 4 апреля 1946, Ла-Пас) — немецкий журналист, социал-демократ, атеист и антифашист. В нацистской Германии его книга «Библия безбожника» (нем. Die Ketzerbibel; 1920) за якобы «подрыв моральных и религиозных устоев нации» была включена в список книг, подлежащих сожжению в мае 1933 года.

## Биография
Из буржуазно-католической семьи, шестой ребёнок почтмейстера. После окончания Апостельгимназии (1908) изучал филологию, историю и экономику в университетах Кёльна и Лейпцига. Был добровольцем Первой мировой войны.
После войны работал в ежедневной лейпцигской газете Volkszeitung (1919—1920), затем в дрезденской Unabhängige Volkszeitung (1920—1921) и в Volkszeitung für die Oberlausitz в городе Лёбау (1924—1927). Вступил в СДПГ и в 1927 году возглавил её газету Rheinische Zeitung. Его коллегой был Хайнц Кюн, а редактором — Вильгельм Золльман, с которым он дружил.
9 марта 1933 года — вскоре после захвата власти нацистами — редакция подверглась нападению. Эферот и Золльман были арестованы и подвергнуты заключению и пыткам. После освобождения Эферот был вынужден скрываться, находя убежище у редких друзей, таких как Тео Бурауэн. Именно в это время его книга «Библия безбожника» оказалась среди брошенных в нацистские костры.
Ему удалось эмигрировать в Прагу, где он публиковал статьи для газеты в изгнании Neuer Vorwärts под псевдонимом «F. E. Roth». В 1938 году он добрался через Австрию в Италию, чтобы оттуда на самолёте долететь до Ла-Паса (Боливия). Некоторое время участвовал в «Движении за свободу Германии»; также работал в боливийском немецкоязычном еженедельнике Rundschau vom Illimani. Переписывался с Конрадом Аденауэром, назначенным американцами в марте 1945 года обер-бургомистром Кёльна.
Умер 4 апреля 1946 года в Ла-Пасе.
Его именем названа улица в Кёльне.

## Творчество
- «Библия безбожника» / Die Ketzerbibel. Waffensammlung für den kämpfenden Freidenker, 1920. Русский перевод издан в 1924 году; 2-е изд. 1925 г.
- «Фридрих Эберт. От подмастерья шорника до первого рейхсканцлера Германии» / Friedrich Ebert Vom Sattlergehilfen zum ersten deutschen Präsidenten (1922) — о политике Фридрихе Эберте.
- Himmel-Fimmel. Eine Studie zur Sektenseuche der Gegenwart (Дрезден, 1923)
- «Монахиня узрит» / Eine Nonne wurde sehend, 1930

На русском языке также издавался в сборнике «О религии, Христе и пасхе. Пособие по антирелигиозной пропаганде» (М.: Долой неграмотность, 1925. — 196 с.). Авторы статей: Ем. Ярославский, Гуго Эферот, А. Фигурин, С. Путинцев, Я. Резвушкин, Маркс, Энгельс, Ленин, В. Рожицын, С. В. Максимов, М. Волков, В. Жекулин, В. Жемчужный.